# Photostomias atrox
Photostomias atrox — вид голкоротоподібних риб родини Стомієві (Stomiidae).

## Опис
Тіло сягає 15,4 см завдовжки.

## Поширення
Пелагічний вид, що населяє тропічні води всіх океанів на глибині 140–530 м.